# Rudebox (canção)
"Rudebox" é uma canção escrita por C. Aiken, K. Andrews, W. Collins, S. Dunbar e B. Laswell gravada pelo cantor Robbie Williams.
É o primeiro single do sétimo álbum de estúdio lançado a 23 de Outubro de 2006, Rudebox.

## Paradas
| Parada (2006)                       | Posição |
| ----------------------------------- | ------- |
| Alemanha - Media Control Charts     | 1       |
| Itália - FIMI                       | 1       |
| Suíça - Schweizer Hitparade         | 1       |
| Turquia - Billboard Türkiye         | 1       |
| Europa - Billboard European Hot 100 | 2       |
| Finlândia - Mitä hittiä             | 2       |
| Dinamarca - Hitlisten               | 3       |
| Bélgica (Flandres)                  | 4       |
| Reino Unido - UK Singles Chart      | 4       |
| Áustria- Ö3 Austria Top 40          | 5       |
| Espanha - PROMUSICAE                | 5       |
| Países Baixos - Acharts.us          | 6       |
| Rússia                              | 12      |
| Austrália - ARIA Charts             | 13      |
| Noruega - VG-lista                  | 14      |
| Suécia - Sverigetopplistan          | 16      |
| Bélgica (Valônia)                   | 17      |
| Irlanda - IRMA                      | 17      |
| França- SNEP                        | 31      |
| Roménia - Romanian Top 100          | 69      |